# جان جرویس، ارل اول سنت وینسنت
جان جرویس، ارل اول سنت وینسنت (انگلیسی: John Jervis, 1st Earl of St Vincent؛ ۱۷۳۵ – ۱۳ مارس ۱۸۲۳) افسر نیروی دریایی پادشاهی بریتانیا و سیاستمدار بود. جرویس در نیمه دوم قرن هجدهم و تا قرن نوزدهم خدمت کرد و در طول جنگ هفت ساله، جنگ استقلال آمریکا و جنگ‌های انقلاب فرانسه و ناپلئون، فرمانده فعالی بود. او بیشتر به خاطر پیروزی‌اش در نبرد کیپ سنت وینسنت در سال ۱۷۹۷، که از آن عناوین خود را به دست آورد، و همچنین به عنوان حامی هوراتیو نلسون شناخته می‌شود.
جرویس همچنین توسط معاصران سیاسی و نظامی خود به عنوان یک مدیر خوب و اصلاح‌گر دریایی شناخته می‌شد. او به عنوان فرمانده کل قوا در مدیترانه، بین سال‌های ۱۷۹۵ تا ۱۷۹۹، مجموعه‌ای از دستورات دائمی سختگیرانه را برای جلوگیری از شورش وضع کرد. او این دستورات را هم برای دریانوردان و هم برای افسران به طور یکسان اعمال می‌کرد، سیاستی که او را به چهره‌ای بحث‌برانگیز تبدیل کرد. 
او سیستم فرماندهی انضباطی خود را با خود به همراه برد، زمانی که در سال ۱۷۹۹ فرماندهی ناوگان کانال را بر عهده گرفت. در سال ۱۸۰۱، به عنوان لرد اول دریاسالاری، تعدادی اصلاحات را معرفی کرد که اگرچه در آن زمان محبوب نبود، اما نیروی دریایی را کارآمدتر و خودکفاتر کرد. او نوآوری‌هایی از جمله ماشین‌آلات بلوک‌سازی در کارخانه کشتی‌سازی سلطنتی پورتسموث را معرفی کرد. سنت وینسنت به خاطر سخاوتش نسبت به افسرانی که شایسته پاداش می‌دانست و مجازات سریع و اغلب شدید کسانی که احساس می‌کرد شایسته آن هستند، شناخته می‌شد.
مدخل جرویس در فرهنگنامه ملی آکسفورد نوشته پی. کی. کریمین، سهم او را در تاریخ اینگونه توصیف می‌کند: "اهمیت او در این است که او سازمان‌دهنده پیروزی‌ها بود؛ خالق ناوگان‌های مجهز و بسیار کارآمد؛ و در آموزش مدرسه‌ای از افسران به اندازه خودش حرفه‌ای، پرانرژی و فداکار به خدمت."